# 梅小路運転区
梅小路運転区（うめこうじうんてんく）は、京都府京都市下京区観喜寺町にある西日本旅客鉄道（JR西日本）近畿統括本部に所属する車両基地である。

## 概要
留置線、扇形車庫を有する車両基地で、京都鉄道博物館の敷地内に併設されている。1972年（昭和47年）から2015年（平成27年）まで梅小路蒸気機関車館が併設されていた。
蒸気機関車およびディーゼル機関車が所属し、検査や修繕が行われている。乗務員の配置はない。

## 配置車両の車体に記される略号
「梅」…梅小路を意味する「梅」に由来する。

## 配置車両
2022年（令和4年）4月1日現在の配置車両は以下の7両である。
- C57形蒸気機関車 (C57 1) 
  - 1937年（昭和12年）3月22日、川崎車輌製。新津機関区 → 佐倉機関区より転入。本線運転可能で、「SLやまぐち号」牽引のため、基本的に下関総合車両所新山口支所に常駐する。

- C56形蒸気機関車 (C56 160) 
  - 1939年（昭和14年）4月20日、川崎車輌製。上諏訪機関区を経て、1972年9月、七尾機関区より転入。主に「SL北びわこ号」に使用されたほか、出張運転の実績多数。法令上は本線運転可能であるが、2018年5月27日の「SL北びわこ号」をもって本線運転を終了した[3]。

- D51形蒸気機関車 (D51 200) 
  - 1938年（昭和13年）9月30日、鉄道省浜松工場製。1972年10月、中津川機関区より転入。1979年（昭和54年）に車籍抹消（有火保存）されたが、1987年（昭和62年）に車籍復活し、梅小路蒸気機関車館構内で、構内運転用として動態保存されていた。2017年（平成29年）に本線運転復活。

- C62形蒸気機関車 (C62 2) 
  - 1948年（昭和23年）5月20日、日立製作所製。1972年9月、小樽築港機関区より転入。1979年に車籍抹消（有火保存）されたが、1987年に車籍復活し、以後梅小路蒸気機関車館構内で、構内運転用として動態保存されている。

- C61形蒸気機関車 (C61 2) 
  - 1948年7月31日、三菱重工業製。1972年9月、宮崎機関区より転入。1979年に車籍抹消（有火保存）されたが、1987年に車籍復活し、以後梅小路蒸気機関車館構内で、構内運転用として動態保存されている。

- DE10形ディーゼル機関車（DE10 1118・1156）
  - 入換や嵯峨野観光鉄道での運転のために配置されている。なお、DE10 1156は嵯峨野観光鉄道専用機の塗装を施されている。

## 歴史
- 1876年（明治9年）9月5日 - 京都機関庫として仮開設。
- 1897年（明治30年）2月15日 - 京都鉄道が二条機関庫を開設。
- 1914年（大正3年）10月10日 - 京都機関庫と二条機関庫が統合され、梅小路機関庫が発足。
- 1936年（昭和11年）9月1日 - 梅小路機関庫から梅小路機関区に改称。
- 1987年（昭和62年）3月1日 - 梅小路機関区から梅小路運転区に改称。
  - 4月1日 - 国鉄分割民営化により、西日本旅客鉄道に継承。
- 1990年（平成2年）3月14日 - 所属していた乗務員が京都電車区・米原列車区に異動し、乗務員の配置がなくなる。